# Сидар Спрингс (Мичиген)
Сидар Спрингс (енгл. Cedar Springs) град је у америчкој савезној држави Мичиген. По попису становништва из 2010. у њему је живело 3.509 становника.

## Демографија
Према попису становништва из 2010. у граду је живело 3.509 становника, што је 397 (12,8%) становника више него 2000. године.
| Група             | 2000.         | 2010.         |
| Белци             | 2.914 (93,6%) | 3.219 (91,7%) |
| Афроамериканци    | 9 (0,3%)      | 28 (0,8%)     |
| Азијати           | 14 (0,4%)     | 15 (0,4%)     |
| Хиспаноамериканци | 119 (3,8%)    | 146 (4,2%)    |
| Укупно            | 3.112         | 3.509         |